# تپه امامزاده یحیی
تپه امامزاده یحیی مربوط به عصر برنز - عصر آهن است و در شهرستان ابهر، بخش مرکز ی، دهستان صایین قلعه، جنوب شهر صایین قلعه، واقع در حیاط امامزاده یحیی واقع شده و این اثر در تاریخ ۲۶ اسفند ۱۳۸۶ با شمارهٔ ثبت ۲۲۱۹۶ به‌عنوان یکی از آثار ملی ایران به ثبت رسیده است.